# Sparks (canción de Cover Drive)
«Sparks» (En español: Chispas) es el tercer sencillo grabado por el grupo de pop de barbados Cover Drive. La canción fue lanzada el 29 de abril de 2012 como una descarga digital en el Reino Unido, tomado de su álbum debut Bajan Style.

## Video musical
Un vídeo musical para acompañar el lanzamiento de "Sparks", fue lanzado por primera vez en YouTube el 16 de marzo de 2012 a una longitud total de tres minutos y cuatro segundos.

## Lista de canciones
Decarga digital

| N.º | Título                              | Duración |  |
| 1.  | «Sparks»                            | 2:58     |  |
| 2.  | «What I Like»                       | 3:31     |  |
| 3.  | «Sparks» (Wookie Remix)             | 4:21     |  |
| 4.  | «Sparks» (The Alias Remix)          | 5:01     |  |
| 5.  | «Sparks» (Red Boyz Dancehall Remix) | 2:54     |  |

## Posicionamiento en listas
| listas (2012)                          | Mejor Posición |
| -------------------------------------- | -------------- |
| Irlanda (IRMA)                         | 29             |
| Escocia (Scottish Singles Sales Chart) | 5              |
| Reino Unido (UK Singles Chart)         | 4              |
| UK Official Streaming Chart Top 100    | 58             |

## Historial de lanzamientos
| País        | Fecha               | Formato          | Discográfica  |
| ----------- | ------------------- | ---------------- | ------------- |
| Reino Unido | 29 de abril de 2012 | Descarga digital | Global Talent |